# Liste der Zeugen im Nürnberger Prozess gegen die Hauptkriegsverbrecher
Diese Liste beinhaltet alle Personen, die im Nürnberger Prozess gegen die Hauptkriegsverbrecher als Zeugen aussagten. Neben diesen Personen wurden auch alle anwesenden Angeklagten, abgesehen von Rudolf Heß, als Zeugen vernommen.
| Nr. | Bild | Name                                           | Nationalität     | Lebensdaten   | Zeit der Aussage      | Ladender                                                           | Bemerkungen |
| --- | ---- | ---------------------------------------------- | ---------------- | ------------- | --------------------- | ------------------------------------------------------------------ | --- |
| 1   |      | Erwin von Lahousen                             | Österreich       | 1897–1955     | 30. Nov.–1. Dez. 1945 | Amerikanische Anklagebehörde                                       | Lahousen hatte während des Zweiten Weltkriegs für die Abwehr gearbeitet und gehörte dem militärischen Widerstand an |
| 2   |      | Otto Ohlendorf                                 | Deutschland      | 1907–1951     | 3. Jan. 1946          | Amerikanische Anklagebehörde                                       | Ohlendorf war Befehlshaber der Einsatzgruppe D und Amtschef im Reichssicherheitshauptamt (RSHA). Er wurde 1948 im Einsatzgruppen-Prozess zum Tode verurteilt und 1951 im Kriegsverbrechergefängnis Landsberg hingerichtet |
| 3   |      | Walter Schellenberg                            | Deutschland      | 1910–1952     | 4. Jan. 1946          | Amerikanische Anklagebehörde                                       | Schellenberg hatte ab 1939 verschiedene Leitungspositionen im RSHA innegehabt. 1949 wurde er im Wilhelmstraßen-Prozess zu sechs Jahren Gefängnis verurteilt, jedoch 1950 aus Gesundheitsgründen vorzeitig entlassen |
| 4   |      | Alois Höllriegl                                | Österreich       | 1909–1948     | 4. Jan. 1946          | Amerikanische Anklagebehörde                                       | SS-Mann, war und im Konzentrationslager Mauthausen und im KZ-Außenlager Wiener Neudorf beschäftigt, sagte aus, Ernst Kaltenbrunner und Baldur von Schirach in Mauthausen gesehen zu haben. Höllriegel wurde 1947 in einem Nebenprozess zum Mauthausen-Hauptprozess wegen der Tötung und der Misshandlung von Gefangenen zum Tode verurteilt und 1948 hingerichtet. |
| 5   |      | Erich von dem Bach-Zelewski                    | Deutschland      | 1899–1972     | 7. Jan. 1946          | Amerikanische Anklagebehörde                                       | Höherer SS- und Polizeiführer Russland, war am Holocaust und weiteren Massenmorden beteiligt. 1962 wegen eines im Jahr 1933 begangenen Mordes an einem Kommunisten zu lebenslanger Haft verurteilt und 1972 aus gesundheitlichen Gründen entlassen |
| 6   |      | František Bláha                                | Tschechoslowakei | 1896–1979     | 13.–14. Jan. 1946     | Amerikanische Anklagebehörde                                       | Gefangener und Arzt im Konzentrationslager Dachau, wo er Zeuge von Menschenversuchen wurde. |
| 7   |      | Peter Josef Heisig                             | Deutschland      | ?             | 14. Jan. 1946         | Britische Anklagebehörde                                           | Oberleutnant zur See; sagte aus, Karl Dönitz habe die Nichtrettung von Besatzungen feindlicher Schiffe gutgeheißen |
| 8   |      | Karl-Heinz Moehle                              | Deutschland      | 1910–1996     | 15. Jan. 1946         | Britische Anklagebehörde                                           | Korvettenkapitän; sagte aus, den Laconia-Befehl, nach dem die Besatzungen versenkter Schiffe getötet werden sollten, weitergegeben zu haben und belastete damit Karl Dönitz. Er wurde wegen der Weitergabe des Laconia-Befehls zu fünf Jahren Haft verurteilt und 1949 entlassen |
| 9   |      | Maurice Lampe                                  | Frankreich       | 1900–?        | 25. Jan. 1946         | Französische Anklagebehörde                                        | Häftling im KZ Mauthausen |
| 10  |      | Marie-Claude Vaillant-Couturier                | Frankreich       | 1912–1996     | 28. Jan. 1946         | Französische Anklagebehörde                                        | Mitglied der Résistance und Gefangene im Konzentrationslager Auschwitz-Birkenau. Sie bezeugte die Ermordung der Juden in den Gaskammern |
| 11  |      | Jean Frédéric Veith                            | Frankreich       | 1903–?        | 28. Jan. 1946         | Französische Anklagebehörde                                        | Häftling im KZ Mauthausen |
| 12  |      | Victor Dupont                                  | Frankreich       | 1909–?        | 28. Jan. 1946         | Französische Anklagebehörde                                        | Mitglied der Résistance und Häftling im KZ Buchenwald |
| 13  |      | Francisco Boix                                 | Spanien          | 1920–1951     | 28.–29. Jan. 1946     | Französische Anklagebehörde                                        | Kämpfer im Spanischen Bürgerkrieg auf Seiten der Republikaner; im Zweiten Weltkrieg Mitglied der Résistance und Häftling im KZ Mauthausen; starb an den Folgen der KZ-Haft |
| 14  |      | Hans Cappelen                                  | Norwegen         | 1903–1979     | 29. Jan. 1946         | Französische Anklagebehörde                                        | Mitglied der Widerstandsbewegung in Norwegen; wurde zunächst in Gestapohaft in Norwegen misshandelt und war später in den Konzentrationslagern Natzweiler-Struthof, Dachau, Neuengamme, Groß-Rosen und Dora inhaftiert |
| 15  |      | Paul Roser                                     | Frankreich       | 1903–?        | 29. Jan. 1946         | Französische Anklagebehörde                                        | Französischer Kriegsgefangener, der wegen mehrfacher Fluchtversuche in Straflagern gefangen war |
| 16  |      | Alfred Balachowsky                             | Frankreich       | 1901–1983     | 29. Jan. 1946         | Französische Anklagebehörde                                        | Mitglied der Résistance und Häftling und Arzt im KZ Buchenwald |
| 17  |      | Émile Reuter                                   | Luxemburg        | 1874–1973     | 1. Feb. 1946          | Französische Anklagebehörde                                        | Luxemburgischer Politiker, von 1918 bis 1925 Ministerpräsident und von 1926 bis 1957 (mit Unterbrechung der Kriegsjahre) Präsident der luxemburgischen Abgeordnetenkammer |
| 18  |      | Koos Vorrink                                   | Niederlande      | 1891–1955     | 2. Feb. 1946          | Französische Anklagebehörde                                        | Niederländischer Politiker und Widerstandskämpfer, Herausgeber der Untergrundzeitung Het Parool, Gefangener im Konzentrationslager Sachsenhausen |
| 19  |      | Leon van der Essen                             | Belgien          | 1883–1963     | 4. Feb. 1946          | Französische Anklagebehörde                                        | Professor an der Universität Leuven, sagte über deutsche Kriegsverbrechen in Belgien, insbesondere über Zerstörungen an der Universität Leuven, aus |
| 20  |      | Friedrich Paulus                               | Deutschland      | 1890–1957     | 11.–12. Feb. 1946     | Sowjetische Anklagebehörde                                         | Generalfeldmarschall, Befehlshaber in der Schlacht bei Stalingrad; sagte über die Vorbereitungen für den deutschen Russlandfeldzug aus und widersprach der von den Angeklagten und der Verteidigung vertretenen Präventivkriegsthese |
| 21  |      | Erich Buschenhagen                             | Deutschland      | 1895–1994     | 12. Feb. 1946         | Sowjetische Anklagebehörde                                         | General der Infanterie; sagte über den Russlandfeldzug und den Kommissarbefehl aus |
| 22  |      | Joseph Orbeli                                  | Sowjetunion      | 1887–1961     | 22. Feb. 1946         | Sowjetische Anklagebehörde                                         | Direktor des Kunstmuseums Eremitage; sagte über Zerstörungen von Kultur- und Kunstdenkmälern in der Umgebung von Leningrad aus |
| 23  |      | Yakow Grigoriew                                | Sowjetunion      | ?             | 26. Feb. 1946         | Sowjetische Anklagebehörde                                         | Bauer und Dorfsowjet aus der Nähe von Leningrad |
| 24  |      | Eugen Alexandrowitsch Kiwelischa               | Sowjetunion      | ?             | 26. Feb. 1946         | Sowjetische Anklagebehörde                                         | Arzt; sagte unter anderem über die Misshandlung von sowjetischen Kriegsgefangenen aus |
| 25  |      | Abraham Sutzkever                              | Sowjetunion      | 1913–2010     | 27. Feb. 1946         | Sowjetische Anklagebehörde                                         | Jüdischer Schriftsteller, Gefangener im Ghetto Wilna |
| 26  |      | Severina Schmaglewskaja                        | Polen            | 1916–1992     | 27. Feb. 1946         | Sowjetische Anklagebehörde                                         | Überlebende des Konzentrationslagers Auschwitz |
| 27  |      | Samuel Rajzman                                 | Polen            | 1902–1979     | 27. Feb. 1946         | Sowjetische Anklagebehörde                                         | Jüdischer Überlebender im Vernichtungslager Treblinka |
| 28  |      | Nikolai Iwanowitsch Lomakin                    | Sowjetunion      | ?             | 27. Feb. 1946         | Sowjetische Anklagebehörde                                         | Orthodoxer Geistlicher und Erzdekan der Kirchen in Leningrad; berichtete über die Zerstörung von Kirchen während der Leningrader Blockade |
| 29  |      | Karl Bodenschatz                               | Deutschland      | 1890–1979     | 8. Mär. 1946          | Rechtsanwalt Otto Stahmer für Hermann Göring                       | General der Flieger; Chef des Ministeramts im Reichsluftfahrtministerium und Verbindungsoffizier Görings zu Hitler |
| 30  |      | Erhard Milch                                   | Deutschland      | 1892–1972     | 8.–11. Mär. 1946      | Rechtsanwalt Otto Stahmer für Hermann Göring                       | Generalfeldmarschall, Staatssekretär im Reichsluftfahrtministerium und Generalinspekteur der Luftwaffe; war von 1941 bis 1944 als Generalluftzeugmeister einer der Hauptverantwortlichen in der Rüstungsproduktion. Milch wurde 1947 im Milch-Prozess zu lebenslanger Haft verurteilt, 1951 zu 15 Jahren Haft begnadigt und 1954 entlassen |
| 31  |      | Bernd von Brauchitsch                          | Deutschland      | 1911–1974     | 12. Mär. 1946         | Rechtsanwalt Otto Stahmer für Hermann Göring                       | Oberst der Luftwaffe; Adjutant Hermann Görings; später u. a. Mitglied des Vorstands der Bundesvereinigung der Deutschen Arbeitgeberverbände |
| 32  |      | Paul Körner                                    | Deutschland      | 1893–1957     | 12. Mär. 1946         | Rechtsanwalt Otto Stahmer für Hermann Göring                       | SS-Obergruppenführer; vertrat als Staatssekretär des Preußischen Staatsministeriums Göring in vielen Eigenschaften. 1949 im Wilhelmstraßen-Prozess zu einer fünfzehn Jahren Haft verurteilt, 1951 entlassen |
| 33  |      | Albert Kesselring                              | Deutschland      | 1885–1960     | 12.–13. Mär. 1946     | Rechtsanwalt Otto Stahmer für Hermann Göring                       | Generalfeldmarschall; war in Italien an Geiselerschießungen beteiligt, wofür er von einem britischen Militärgericht zum Tode verurteilt wurde. Er wurde jedoch zu lebenslanger Haft begnadigt und 1951 aus Gesundheitsgründen entlassen |
| 34  |      | Birger Dahlerus                                | Schweden         | 1891–1957     | 19. Mär. 1946         | Rechtsanwalt Otto Stahmer für Hermann Göring                       | schwedischer Industrieller; hatte kurz vor Beginn des Zweiten Weltkriegs sowie kurz nach Kriegsausbruch im Auftrag Görings als Mittelsmann zwischen Deutschland und dem Vereinigten Königreich gewirkt |
| 35  |      | Ernst Wilhelm Bohle                            | Deutschland      | 1903–1960     | 25. Mär. 1946         | Alfred Seidl für Rudolf Heß                                        | Leiter der NSDAP/AO, der Auslandsorganisation der NSDAP; im Range eines Staatssekretärs im Auswärtigem Amt tätig. 1949 im Wilhelmstraßen-Prozess zu fünf Jahren Haft verurteilt, aber noch im selben Jahr begnadigt |
| 36  |      | Karl Strölin                                   | Deutschland      | 1890–1963     | 25. Mär. 1946         | Alfred Seidl für Rudolf Heß                                        | von 1933 bis 1945 Oberbürgermeister von Stuttgart und Vorsitzender des Deutschen Ausland-Institutes; hatte Kontakte zum Widerstand und übergab 1945 Stuttgart kampflos den Alliierten |
| 37  |      | Gustav Adolf Steengracht von Moyland           | Deutschland      | 1902–1969     | 26. Mär. 1946         | Martin Horn für Joachim von Ribbentrop                             | Staatssekretär im Auswärtigen Amt; im Wilhelmstraßen-Prozess 1949 als Kriegsverbrecher zu sieben Jahren Haft verurteilt |
| 38  |      | Margarete Blank                                | Deutschland      | ?             | 28. Mär. 1946         | Rechtsanwalt Martin Horn für Joachim von Ribbentrop                | Sekretärin von Ribbentrops |
| 39  |      | Paul Schmidt                                   | Deutschland      | 1899–1970     | 28. Mär. 1946         | Rechtsanwalt Martin Horn für Joachim von Ribbentrop                | SS-Standartenführer; Chefdolmetscher im Auswärtigen Amt, Büroleiter Ribbentrops, ab 1935 offizieller Dolmetscher Adolf Hitlers; 1965 wegen positiver Stellungnahme im Juni 1943 zur Verhinderung der Ausreise von 5000 jüdischen Kindern nach Palästina angeklagt; wegen seines Todes kam es zu keinem Urteil |
| 40  |      | Hans Heinrich Lammers                          | Deutschland      | 1879–1962     | 8.–9. Apr. 1946       | Otto Nelte für Wilhelm Keitel                                      | SS-Obergruppenführer, von 1933 bis 1945 Chef der Reichskanzlei, ab 1937 Minister, ab 1939 Mitglied des Ministerrat für die Reichsverteidigung, 1949 im Wilhelmstraßen-Prozess zu zwanzig Jahren Haft verurteilt, 1951 entlassen |
| 41  |      | Adolf Westhoff                                 | Deutschland      | 1899–1977     | 10. Apr. 1946         | Gerichtshof                                                        | Generalmajor der Wehrmacht Chef des Kriegsgefangenenwesens im OKW und Inspekteur der Kriegsgefangenen im OKW |
| 42  |      | Max Wielen                                     | Deutschland      | 1883–?        | 10. Apr. 1946         | Gerichtshof                                                        | SS-Obergruppenführer; sagte über Morde an Kriegsgefangenen aus; später zu lebenslanger Haft verurteilt, 1952 entlassen |
| 43  |      | Rudolf Höß                                     | Deutschland      | 1901–1947     | 15. Apr. 1946         | Rechtsanwalt Kurt Kauffmann für Ernst Kaltenbrunner                | SS-Sturmbannführer, von 1940 bis 1943 Kommandant des Konzentrationslagers Auschwitz, sagte ausführlich über die Ermordung der Juden in Auschwitz aus; 1947 in Polen zum Tode verurteilt und in Auschwitz hingerichtet |
| 44  |      | Hermann Neubacher                              | Österreich       | 1893–1960     | 15. Apr. 1946         | Rechtsanwalt Kurt Kaufmann für Ernst Kaltenbrunner                 | vom Anschluss Österreichs 1938 bis 1940 Oberbürgermeister von Wien; danach für das deutsche Reich in Südosteuropa tätig; 1951 zu 20 Jahren Gefängnis verurteilt, aber kurz darauf wegen Krankheit entlassen |
| 45  |      | Hans-Joachim Riecke                            | Deutschland      | 1899–1986     | 17. Apr. 1946         | Rechtsanwalt Hans Thoma für Alfred Rosenberg                       | Ministerialdirektor und Staatssekretär im Reichsministerium für Ernährung und Landwirtschaft und Abteilungsleiter im Reichsministerium für die besetzten Ostgebiete; im Rahmen des Vierjahresplans Chef der Hauptgruppe Ernährung und Landwirtschaft im Wirtschaftsstab Ost, die u. a. Pläne zur Aushungerung Osteuropas entwarf; wurde nicht gerichtlich zur Verantwortung gezogen |
| 46  |      | Rudolf Bilfinger                               | Deutschland      | 1903–1996     | 18. Apr. 1946         | Rechtsanwalt Albert Seidl für Hans Frank                           | SS-Sturmbannführer und Gruppenleiter im Amt II A (Organisation und Recht) des RSHA; Teilnehmer mehrerer Nachfolgebesprechungen zur Wannseekonferenz; 1943 Leiter eines SD-Einsatzkommandos Toulouse Frankreich, wofür er 1953 in Frankreich zu 8 Jahren Zuchthaus verurteilt wurde; im selben Jahr wegen Anrechnung seiner vorherigen Gefangenschaft entlassen |
| 47  |      | Kurt von Burgsdorff                            | Deutschland      | 1886–1962     | 18. Apr. 1946         | Rechtsanwalt Albert Seidl für Hans Frank                           | SA-Brigadeführer; von 1939 bis 1942 im Protektorat Böhmen und Mähren und ab 1943 Gouverneur des Distrikts Krakau im Generalgouvernement; 1948 in Polen wegen Kriegsverbrechen zu drei Jahren Haft verurteilt und 1949 entlassen |
| 48  |      | Josef Bühler                                   | Deutschland      | 1904–1948     | 23. Apr. 1946         | Rechtsanwalt Albert Seidl für Hans Frank                           | Staatssekretär bei der Regierung des Generalgouvernements und als solcher Teilnehmer an der Wannseekonferenz; war an der Deportation und Ermordung der Juden beteiligt; 1948 in Polen zum Tode verurteilt und hingerichtet |
| 49  |      | Hans Bernd Gisevius                            | Deutschland      | 1904–1974     | 24.–26. Apr. 1946     | Rechtsanwalt Otto Pannenbecker für Wilhelm Frick                   | von 1933 bis 1934 bei der Gestapo tätig, danach u. a. im Reichsministerium des Innern und von 1940 bis 1944 im Amt Ausland/Abwehr im Oberkommando der Wehrmacht tätig; er gehörte zum Widerstand gegen den Nationalsozialismus und war an der Septemberverschwörung und am 20. Juli beteiligt. Nach dem gescheiterten Attentat tauchte er unter und floh in die Schweiz; er sagte unter anderem über den Reichstagsbrand aus und behauptete die Beteiligung der Nationalsozialisten daran |
| 50  |      | Fritz Herrwerth                                | Deutschland      | ?             | 29. Apr. 1946         | Rechtsanwalt Hans Marx für Julius Streicher                        | Fahrer Streichers; versuchte Streicher etwa hinsichtlich der Beteiligung an den Novemberpogromen 1938 und der Kenntnis vom Holocaust zu entlasten |
| 51  |      | Adele Streicher                                | Deutschland      | ?             | 29. Apr. 1946         | Rechtsanwalt Hans Marx für Julius Streicher                        | Ehefrau Streichers |
| 52  |      | Wilhelm Vocke                                  | Deutschland      | 1886–1973     | 3. Mai 1946           | Rechtsanwalt Rudolf Dix für Hjalmar Schacht                        | Mitglied im Direktorium der Reichsbank; 1939 auf eigenes Ersuchen Erlassen, nachdem er auf die Gefahr einer Inflation hingewiesen hatte. Von 1948 bis 1957 Präsident der Bank deutscher Länder bzw. der Bundesbank |
| 53  |      | Franz Hayler                                   | Deutschland      | 1900–1972     | 7. Mai 1946           | Rechtsanwalt Fritz Sauter für Walther Funk                         | SS-Obersturmführer; von 1943 bis 1945 Staatssekretär im Reichswirtschaftsministerium |
| 54  |      | Gerhard Wagner                                 | Deutschland      | 1898–1987     | 13.–14. Mai 1946      | Flottenrichter Otto Kranzbühler für Karl Dönitz                    | Konteradmiral; Leiter der Operationsabteilung der Seekriegsleitung, später Admiral der Bundesmarine |
| 55  |      | Eberhard Godt                                  | Deutschland      | 1900–1995     | 14. Mai 1946          | Flottenrichter Otto Kranzbühler für Karl Dönitz                    | Konteradmiral; ab 1939 Chef der Operationsabteilung beim Befehlshaber der U-Boote, ab 1943 zusätzlich Abteilungschef im Oberkommando der Marine; später Mitarbeiter des Naval Historical Team |
| 56  |      | Günter Hessler                                 | Deutschland      | 1909–1968     | 14. Mai 1946          | Flottenrichter Otto Kranzbühler für Karl Dönitz                    | Fregattenkapitän; Admiralstabsoffizier im Stab des Befehlshabers der Unterseeboote; arbeitete später in der Kriegshistorischen Abteilung der Royal Navy |
| 57  |      | Emil Puhl                                      | Deutschland      | 1889–1962     | 15. Mai 1946          | Rechtsanwalt Fritz Sauter für Walther Funk                         | 1939 bis 1945 Vizepräsident der Reichsbank, war unter anderem an der Verwertung des von NS-Behörden konfiszierten Goldes („Nazigold“) beteiligt; 1949 im Wilhelmstraßen-Prozess zu fünf Jahren Haft verurteilt, aber noch im selben Jahr entlassen; gehörte von 1952 bis 1957 dem Vorstand der Dresdner Bank an |
| 58  |      | Albert Thoms                                   | Deutschland      | ?             | 15. Mai 1946          | Rechtsanwalt Fritz Sauter für Walther Funk                         | Mitarbeiter der Reichsbank |
| 59  |      | Carl Severing                                  | Deutschland      | 1875–1952     | 21. Mai 1946          | Rechtsanwalt Walter Siemers für Erich Raeder                       | SPD-Politiker, während der Weimarer Republik Reichsinnenminister und Innenminister von Preußen; sagte u. a. über die Arbeit der Reichsmarine während der Weimarer Republik aus |
| 60  |      | Ernst von Weizsäcker                           | Deutschland      | 1882–1951     | 21.–22. Mai 1946      | Rechtsanwalt Walter Siemers für Erich Raeder                       | SS-Brigadeführer, von 1938 bis 1943 Staatssekretär im Auswärtigen Amt; von 1943 bis 1945 deutscher Botschafter beim Heiligen Stuhl; wurde 1949 wegen der Mitwirkung an der Deportation französischer Juden nach Auschwitz zu fünf Jahren Haft verurteilt; 1950 entlassen |
| 61  |      | Erich Schulte Mönting                          | Deutschland      | 1897–1976     | 22. Mai 1946          | Rechtsanwalt Walter Siemers für Erich Raeder                       | Vizeadmiral; 1939 bis 1944 Chef des Stabes des Oberbefehlshabers der Kriegsmarine |
| 62  |      | Hartmann Lauterbacher                          | Österreich       | 1909–1988     | 27. Mai 1946          | Rechtsanwalt Fritz Sauter für Baldur von Schirach                  | SS-Obergruppenführer; stellvertretender Reichsjugendführer, Gauleiter des Gaus Süd-Hannover-Braunschweig, Oberpräsident der Provinz Hannover; nach dem Krieg wurden mehrere Verfahren gegen ihn eingestellt; arbeitete ab 1950 für die Organisation Gehlen |
| 63  |      | Gustav Höpken                                  | Deutschland      | ?             | 27.–28. Mai 1946      | Rechtsanwalt Fritz Sauter für Baldur von Schirach                  | Mitarbeiter in der Reichsjugendführung; Bürochef von Schirachs |
| 64  |      | Fritz Wieshofer                                | Österreich       | ?             | 28. Mai 1946          | Rechtsanwalt Fritz Sauter für Baldur von Schirach                  | Adjutant von Schirachs |
| 65  |      | Max Timm                                       | Deutschland      | 1898–?        | 31. Mai–1. Jun. 1946  | Rechtsanwalt Robert Servatius für Fritz Sauckel                    | als Abteilungsleiter im Reichsarbeitsministerium mitverantwortlich für den Einsatz von Zwangsarbeitern; von 1950 bis 1964 in verschiedenen Führungspositionen im schleswig-holsteinischen Sozialministerium |
| 66  |      | Hubert Hildebrand                              | Deutschland      | ?             | 1. Jun. 1946          | Rechtsanwalt Robert Servatius für Fritz Sauckel                    | im Reichsarbeitsministerium tätig; sagte über die Zwangsarbeit in Frankreich aus und behauptete eine Mitverantwortung des Vichy-Regimes für das Zwangsarbeiterprogramm |
| 67  |      | Walter Stothfang                               | Deutschland      | 1902–?        | 1. Jun. 1946          | Rechtsanwalt Robert Servatius für Fritz Sauckel                    | Ministerialrat im Reichsarbeitsministerium; ab 1943 persönlicher Referent Sauckels als Generalbevollmächtigter für den Arbeitseinsatz |
| 68  |      | Wilhelm Jäger                                  | Deutschland      | ?             | 3. Jun. 1946          | Rechtsanwalt Robert Servatius für Fritz Sauckel                    | Arzt; war für die medizinische Betreuung der Zwangsarbeiter der Friedrich Krupp AG zuständig |
| 69  |      | Horst Freiherr Treusch von Buttlar-Brandenfels | Deutschland      | 1900–1990     | 7. Jun. Mai 1946      | Rechtsanwalt Franz Exner für Alfred Jodl                           | Generalmajor; von 1942 bis 1945 im Oberkommando der Wehrmacht tätig |
| 70  |      | Herbert Büchs                                  | Deutschland      | 1913–1996     | 8. Jun. 1946          | Rechtsanwalt Franz Exner für Alfred Jodl                           | Major im Generalstab; als Generalstabsoffizier der Luftwaffe beim Chef des Wehrmachtführungsstabes und Adjutant Jodls; ab 1957 in der Bundeswehr; von 1967 bis 1971 Stellvertreter des Generalinspekteurs der Bundeswehr |
| 71  |      | Percy Ernst Schramm                            | Deutschland      | 1894–1970     | 8. Jun. 1946          | Rechtsanwalt Franz Exner für Alfred Jodl                           | Historiker; führte das Kriegstagebuch im Oberkommando der Wehrmacht |
| 72  |      | Edmund Glaise-Horstenau                        | Österreich       | 1882–1946     | 12. Jun. 1946         | Rechtsanwalt Gustav Steinbauer für Arthur Seyß-Inquart             | österreichischer Nationalsozialist; ab 1936 Minister im Kabinett Kurt Schuschniggs; zwang diesen zusammen mit Seyß-Inquart im Rahmen des „Anschlusses“ zum Rücktritt; wirkte danach in der Regierung Seyß-Inquarts mit; während des Zweiten Weltkriegs General zur besonderen Verwendung und als solcher von 1941 bis 1944 war als „Deutscher Bevollmächtigter General in Kroatien“ Vertreter der Wehrmacht beim Ustaša-Regime. Beging im Juli 1946 im Gefängnis Suizid                   |
| 73  |      | Friedrich Rainer                               | Österreich       | 1903–ca. 1947 | 12.–13. Jun. 1946     | Rechtsanwalt Gustav Steinbauer für Arthur Seyß-Inquart             | SS-Obergruppenführer; Gauleiter und Reichsstatthalter von Salzburg; ab 1941 u. a. in der Zivilverwaltung in Italien und Slowenien tätig; 1947 in Ljubljana zum Tode verurteilt; unklar, ob und wann er hingerichtet wurde |
| 74  |      | Guido Schmidt                                  | Österreich       | 1901–1957     | 13. Jun. 1946         | Rechtsanwalt Gustav Steinbauer für Arthur Seyß-Inquart             | in Österreich ab 1936 Staatssekretär im Außenministerium und ab Februar 1938 Außenminister; nach dem „Anschluss“, auf dessen Vollzug er hingewirkt hatte, Direktor der Hermann-Göring-Werke in Linz; nach dem Krieg in Österreich wegen Hochverrats angeklagt, aber freigesprochen |
| 75  |      | Michael Skubl                                  | Österreich       | 1877–1964     | 13. Jun. 1946         | Rechtsanwalt Gustav Steinbauer für Arthur Seyß-Inquart             | bis zum „Anschluss“ Leiter der Bundespolizeidirektion Wien und Staatssekretär im österreichischen Bundeskanzleramt; ab Mai 1938 in Kassel festgesetzt; sagte über Mitwirkung Seyss-Inquarts am „Anschluss“ aus |
| 76  |      | Friedrich Wimmer                               | Österreich       | 1897–1965     | 13.–14 Jun. 1946      | Rechtsanwalt Gustav Steinbauer für Arthur Seyß-Inquart             | SS-Brigadeführer, nach dem „Anschluss“ Staatssekretär in der österreichischen Regierung; von 1940 bis 1944 Generalkommissar der Verwaltung und Justiz in den besetzten Niederlanden unter Seyß-Inquart |
| 77  |      | Hans Max Hirschfeld                            | Niederlande      | 1899–1961     | 14. Jun. 1946         | Rechtsanwalt Gustav Steinbauer für Arthur Seyß-Inquart             | vor der Besetzung der Niederlande Generalsekretär im niederländischen Wirtschaftsministerium; verblieb auch nach der Besetzung bis Kriegsende in dieser Position und kollaborierte so mit Seyss-Inquart; |
| 78  |      | Ernst Schwebel                                 | Deutschland      | 1886–1955     | 14. Jun. 1946         | Rechtsanwalt Gustav Steinbauer für Arthur Seyß-Inquart             | von 1940 bis 1945 Beauftragter Arthur Seyß-Inquarts in der Provinz Südholland |
| 79  |      | Hans Kroll                                     | Deutschland      | 1898–1967     | 19. Jun. 1946         | Rechtsanwalt Egon Kubuschok für Franz von Papen                    | Diplomat; war von 1936 bis 1943 in der Deutschen Botschaft in der Türkei; ab 1939 unter von Papen als Botschafter, danach bis Kriegsende Leiter des deutschen Generalkonsulats in Barcelona; später u. a. deutscher Botschafter in Jugoslawien und der Sowjetunion |
| 80  |      | Gerhard Köpke                                  | Deutschland      | ?             | 26. Jun. 1946         | Rechtsanwalt Otto von Lüdinghausen für Konstantin von Neurath      | Diplomat; leitete von 1923 bis 1935 die politische Abteilung im Auswärtigen Amt |
| 81  |      | Hans-Heinrich Dieckhoff                        | Deutschland      | 1884–1952     | 26. Jun. 1946         | Rechtsanwalt Otto von Lüdinghausen für Konstantin von Neurath      | Diplomat; Ministerialdirektor und Leiter der politischen Abteilung im auswärtigen Amt, 1937/38 deutscher Botschafter in den USA, 1933/34 deutscher Botschafter in Spanien |
| 82  |      | Hans Völckers                                  | Deutschland      | ?             | 26. Jun. 1946         | Rechtsanwalt Otto von Lüdinghausen für Konstantin von Neurath      | persönlicher Referent von Neuraths |
| 83  |      | Moritz von Schirmeister                        | Deutschland      | 1901–?        | 28.–29. Jun. 1946     | Rechtsanwalt Heinz Fritz für Hans Fritzsche                        | 1933 bis 1943 persönlicher Pressereferent von Joseph Goebbels, Protokollführer bei den meisten Konferenzen der Führung des Propagandaministeriums |
| 84  |      | Friedrich Ahrens                               | Deutschland      | ?             | 1. Jul. 1946          | Rechtsanwalt Otto Stahmer für Hermann Göring                       | Oberst in der Wehrmacht; war als Kommandeur des Heeresgruppen-Nachrichtenregiments 537 in der Nähe von Katyn stationiert; wurde in der sowjetischen Anklageschrift der Ermordung von Polen im Massaker von Katyn beschuldigt, sagte aber aus, dass das Massaker schon vor der Besetzung des Gebiets durch die Wehrmacht begangen worden sei |
| 85  |      | Reinhart von Eichborn                          | Deutschland      | 1911–1990     | 1. Jul. 1946          | Rechtsanwalt Otto Stahmer für Hermann Göring                       | leitete die Telefonzentrale des Stabes der Heeresgruppe Mitte in Smolensk; erklärte ebenfalls, dass das Massaker von Katyn nicht durch die Deutschen begangen worden sein könne |
| 86  |      | Eugen Oberhäuser                               | Deutschland      | ?             | 1. Jul. 1946          | Rechtsanwalt Otto Stahmer für Hermann Göring                       | Wehrmachtsgeneral; war ab 1941 in der Nähe von Katyn stationiert; sagte ebenfalls aus, dass die Wehrmacht für die Opfer von Katyn nicht verantwortlich sei |
| 87  |      | Boris Bazilevsky                               | Sowjetunion      | ?             | 1. Jul. 1946          | Sowjetische Anklagebehörde                                         | Professor an der Universität Smolensk, während der deutschen Besatzung stellvertretender Bürgermeister von Smolensk; behauptete die Verantwortlichkeit der Wehrmacht an dem Massaker von Katyn |
| 88  |      | Marko Markow                                   | Bulgarien        | 1901–1967     | 1.–2. Jul. 1946       | Sowjetische Anklagebehörde                                         | Medizinprofessor, war Mitglied der Internationalen Ärztekommission, die auf Einladung der Deutschen die Leichen der Opfer des Massakers von Katyn untersuchte; behauptete entgegen dem Ergebnis der Kommission, dass die Opfer erst nach der Eroberung des Gebietes durch die Wehrmacht getötet worden sein konnten |
| 89  |      | Wiktor Iljitsch Prosorowski                    | Sowjetunion      | 1901–1986     | 2. Jul. 1946          | Sowjetische Anklagebehörde                                         | Gerichtsmediziner; beim sowjetischen Ministerium für öffentliches Gesundheitswesen tätig; gehörte der sowjetischen Burdenko-Kommission, an, die das Massaker von Katyn zu untersuchen hatte; behauptete die Verantwortlichkeit der Deutschen für das Massaker |
| 90  |      | Erich Kempka                                   | Deutschland      | 1910–1975     | 3. Jul. 1946          | Rechtsanwalt Friedrich Bergold für Martin Bormann                  | SS-Obersturmbannführer; Fahrer Adolf Hitlers, behauptete, gesehen zu haben, wie Bormann in der Schlacht um Berlin verletzt und vermutlich getötet wurde |
| 91  |      | Karl Kaufmann                                  | Deutschland      | 1900–1969     | 30. Jul. 1946         | Rechtsanwalt Robert Servatius für das Korps der Politischen Leiter | SS-Obergruppenführer; von 1929 bis 1945 Gauleiter und von 1933 bis 1945 Reichsstatthalter von Hamburg, ferner Reichsverteidigungskommissar im Wehrkreis 10 sowie ab 1942 Reichskommissar für die Seeschifffahrt; wurde nach dem Krieg nicht verurteilt |
| 92  |      | Willi Meyer-Wendeborn                          | Deutschland      | 1891–?        | 30.–31. Jul. 1946     | Rechtsanwalt Robert Servatius für das Korps der Politischen Leiter | von 1934 bis 1945 bis Kreisleiter im Kreis Cloppenburg |
| 93  |      | Hans Wegschneider                              | Deutschland      | 1885–?        | 31. Jul. 1946         | Rechtsanwalt Robert Servatius für das Korps der Politischen Leiter | von 1933 bis 1945 Ortsgruppenleiter der NSDAP und Bürgermeister in Hirschdorf |
| 94  |      | Ernst Hirth                                    | Deutschland      | 1896–         | 31. Jul. 1946         | Rechtsanwalt Robert Servatius für das Korps der Politischen Leiter | Jurist; von 1942 bis 1945 Blockleiter in Nürnberg |
| 95  |      | Theo Hupfauer                                  | Deutschland      | 1906–1993     | 31. Jul. 1946         | Rechtsanwalt Robert Servatius für das Korps der Politischen Leiter | SS-Sturmbannführer; ab 1936 Leiter des Amtes der Deutschen Arbeitsfront, ab 1944 Chef des Zentralamtes des Rüstungsministeriums, 1945 im Politischen Testament Adolf Hitlers zum Reichsarbeitsminister ernannt; wurde nach dem Krieg nicht verurteilt |
| 96  |      | Werner Best                                    | Deutschland      | 1903–1989     | 31. Jul.–1. Aug. 1946 | Rechtsanwalt Rudolf Merkel für die Gestapo                         | SS-Obergruppenführer; 1934 bis 1940 Stellvertreter von Reinhard Heydrich als Führer des SD; von 1942 bis 1945 sowie als deutscher Statthalter in Dänemark; im Großen Kriegsverbrecherprozess in Kopenhagen in erster Instanz zum Tode verurteilt, im Berufungsverfahren wurde die Strafe auf fünf Jahre Haft reduziert; 1951 freigelassen |
| 97  |      | Karl Heinz Hoffmann                            | Deutschland      | ?             | 1. Aug. 1946          | Rechtsanwalt Rudolf Merkel für die Gestapo                         | SS-Sturmbannführer; arbeitete ab 1940 für die Gestapo im Referat „Besetzte Westeuropäische Gebiete“ und ab 1943 für beim Befehlshaber der Sicherheitspolizei und des SD in Dänemark |
| 98  |      | Rolf-Heinz Höppner                             | Deutschland      | 1910–1998     | 1. – 2. Aug. 1946     | Rechtsanwalt Hans Gawlik für den SD                                | SS-Obersturmbannführer; war Leiter der Umwandererzentrale in Posen Deportation von Juden und Polen ins Generalgouvernement mitverantwortlich; leitete ab 1944 im Reichssicherheitshauptamt die Amtsgruppe III A „Volks- und Rechtsordnung“; später in Polen verurteilt, aber 1956 freigelassen |
| 99  |      | Hans Rößner                                    | Deutschland      | 1910–1997     | 2. Aug. 1946          | Rechtsanwalt Hans Gawlik für den SD                                | SS-Obersturmbannführer; ab 1938 Leiter des Referates III C 3 (Volkskultur und Kunst) im Reichssicherheitshauptamt; |
| 100 |      | Franz Schlegelberger                           | Deutschland      | 1876–1970     | 2.–3. Aug. 1946       | Rechtsanwalt Egon Kubuschok für die Reichsregierung                | von 1931 bis 1941 Staatssekretär im Reichsministerium der Justiz; von 1941 bis 1942 nach dem Tode Franz Gürtners kommissarischer Reichsjustizminister; im Juristenprozess zu lebenslanger Haft verurteilt, 1951 entlassen |
| 101 |      | Friedrich Karl von Eberstein                   | Deutschland      | 1894–1979     | 3.–5. Aug. 1946       | Rechtsanwalt Horst Pelckmann für die SS                            | SS-Obergruppenführer und General der Waffen-SS und der Polizei; ab 1937 Höherer SS- und Polizeiführer im Wehrkreis VII (München), ab 1942 Polizeipräsident in München; später wurden Gerichtsverfahren gegen ihn eingestellt |
| 102 |      | Robert Brill                                   | Deutschland      | ?             | 5. Aug. 1946          | Rechtsanwalt Horst Pelckmann für die SS                            | ehemaliger Leiter des Ergänzungsamtes der Waffen-SS; sagte über die Personalentwicklung und die Zusammensetzung der Waffen-SS aus |
| 103 |      | Paul Hausser                                   | Deutschland      | 1880–1972     | 5. Aug. 1946          | Rechtsanwalt Horst Pelckmann für die SS                            | Generaloberst der Waffen-SS; 1936 bis 1939 Inspekteur der SS-Verfügungstruppe, leitete während des Krieges verschiedene militärische Verbände |
| 104 |      | Günther Reinecke                               | Deutschland      | 1908–1972     | 6.–7. Aug. 1946       | Rechtsanwalt Horst Pelckmann für die SS                            | SS-Oberführer; ab 1938 Angehöriger des Persönlichen Stab Reichsführer SS, ab 1939 Leiter des Rechtsamts am Hauptamt SS-Gericht, ab 1942 Chefrichter des Obersten SS- und Polizeigerichts. Leitete gegen verschiedene hohe NS-Führer Verfahren wegen Korruption ein; sagt aus, die SS habe auch Verfahren gegen Leiter von Konzentrationslager eingeleitet |
| 105 |      | Israel Eisenberg                               | Deutschland      | ?             | 7. Aug. 1946          | Britische Anklagebehörde                                           | jüdischer Häftling im Lager Majdanek; überlebte eine Tötungsaktion der SS |
| 106 |      | Konrad Morgen                                  | Deutschland      | 1909–1982     | 7.–8. Aug. 1946       | Rechtsanwalt Horst Pelckmann für die SS                            | SS-Obersturmbannführer und SS-Richter; ab 1940 Richter am Hauptamt SS-Gericht in München; ab 1. Januar 1941 war Morgen Richter am SS- und Polizeigericht in Krakau; wurde 1943 von Heinrich Himmler mit der Untersuchung von Korruptionsfällen in Konzentrationslagern; verurteilte mehrere KZ-Leiter wegen Korruptions-, Körperverletzungs- und Tötungsdelikten |
| 107 |      | Wolfram Sievers                                | Deutschland      | 1905–1948     | 8.–9. Aug. 1946       | Rechtsanwalt Horst Pelckmann für die SS                            | SS-Standartenführer; war als Geschäftsführer der Forschungsgemeinschaft Deutsches Ahnenerbe für Menschenversuche in Konzentrationslagern verantwortlich; 1947 im Nürnberger Ärzteprozess zum Tode verurteilt und 1948 hingerichtet |
| 108 |      | Walther von Brauchitsch                        | Deutschland      | 1881–1948     | 9. Aug. 1946          | Rechtsanwalt Hans Laternser für den Generalstab und das OKW        | Generalfeldmarschall; von 1938 bis 1941 Oberbefehlshaber des Heeres; 1941 wegen Konflikten mit Hitler entlassen |
| 109 |      | Erich von Manstein                             | Deutschland      | 1887–1973     | 9.–12. Aug. 1946      | Rechtsanwalt Hans Laternser für den Generalstab und das OKW        | Generalfeldmarschall; war als Befehlshaber an der Ostfront mitverantwortlich für Kriegsverbrechen; wurde 1949 daher vor einem britischen Militärgericht zu 18 Jahren Haft verurteilt, aber 1952 entlassen; beriet danach die Bundesregierung beim Aufbau der Bundeswehr |
| 110 |      | Gerd von Rundstedt                             | Deutschland      | 1875–1953     | 12. Aug. 1946         | Rechtsanwalt Hans Laternser für den Generalstab und das OKW        | Generalfeldmarschall; zwischen 1940 und 1945 mit Unterbrechungen Oberbefehlshaber West; wegen Kriegsverbrechen angeklagt; das Verfahren wurde aber aus Gesundheitsgründen eingestellt |
| 111 |      | Franz Bock                                     | Deutschland      | 1905–1974     | 12.–13. Aug. 1946     | Rechtsanwalt Georg Böhm für die SA                                 | SA-Obergruppenführer; ab 1937 in der Obersten SA-Führung tätig |
| 112 |      | Werner Schäfer                                 | Deutschland      | 1904–1973     | 13. Aug. 1946         | Rechtsanwalt Georg Böhm für die SA                                 | SA-Oberführer; von 1933 bis 1934 Kommandant im KZ Oranienburg und von 1934 bis 1942 Lagerkommandant der Emslandlager, der Strafgefangenenlager der Reichsjustizverwaltung, und blieb in dieser Funktion bis zum Mai 1942; wurde wegen der Misshandlung von Häftlingen 1950 und 1953 zu vier bzw. zweieinhalb Jahren Haft verurteilt |
| 113 |      | Theodor Gruß                                   | Deutschland      | ?             | 13. Aug. 1946         | Rechtsanwalt Georg Böhm für die SA                                 | von 1919 bis 1935 Bundeskämmerer des 1933 der SA unterstellten Stahlhelms |
| 114 |      | Max Jüttner                                    | Deutschland      | 1888–1963     | 13–16. Aug. 1946      | Rechtsanwalt Georg Böhm für die SA                                 | SA-Obergruppenführer; von 1919 bis 1933 Mitglied des Stahlhelms; wechselte dann in die SA; von 1934 bis 1945 stellvertretender SA-Stabschef Leiter des Führungshauptamts der Obersten SA-Führung |
| 115 |      | Walter Paul Schreiber                          | Deutschland      | 1893–1970     | 26. Aug. 1946         | Sowjetische Anklagebehörde                                         | Generalarzt; Chef der Abteilung Wissenschaft und Gesundheitsführung der Heeressanitätsinspektion; veranlasste Menschenversuche in Konzentrationslagern |